# Thérèse Marie Augusta Élie de Beaumont
Pour les articles homonymes, voir Élie (homonymie), Beaumont et Élie de Beaumont.
Thérèse Marie Augusta Élie de Beaumont, née de Quélen le 8 mars 1806 à Paris, où elle est morte le 31 décembre 1866, est une poétesse et salonnière française.

## Biographie
Thérèse Marie Augusta de Quélen, a été l’épouse d’Augustin-Florimond Langlois de Mautheville, marquis du Bouchet, décédé en 1856, puis à partir de 1859 du géologue Léonce Élie de Beaumont.

## Œuvres
- Épisode des massacres de Damas en 1860, Paris, Claye, 1861
- Jehovah, ode, Paris, Remquet, 1852
- Marie-Thérèse de France, ode, Paris, Remquet, 1851
- La Pêche, poème, Paris, Claye, 1866